# Palpimanus leppanae
Palpimanus leppanae är en spindelart som beskrevs av Pocock 1902. Palpimanus leppanae ingår i släktet Palpimanus och familjen Palpimanidae. Inga underarter finns listade i Catalogue of Life.